# 大塚かよ
大塚 かよ（おおつか　かよ、1988年11月14日 - ）は、日本の女優。兵庫県神戸市出身。アールジュー所属。
劇団スカブラボー 劇団員。

## 出演

### ドラマ
- 警視庁機動捜査隊216（2018年、TBSテレビ）
- 御曹司ボーイズ（2018年、AbemaTV）
- 世にも奇妙な物語`18 秋の特別編（2018年、フジテレビ）あしたのあたし
- 頭に来てもアホとは戦うな!（2018年、日本テレビ）第1話
- 歴史秘話ヒストリア（2018年、NHK）
- 地獄のガールフレンド（2018年、FOD）
- 続・猿以外の惑星（2018年、NHK）
- 笑点SPドラマ（2018年、BS日テレ）
- 相棒18（2020年、テレビ朝日）第20話：茉梨の祖母 役
- 今野敏サスペンス 機捜235（2020年、テレビ東京）記者 役
- 世界の何だコレ!?ミステリー（2020年、フジテレビ）小学生の母親 役
- BG～身辺警護人～（2020年、テレビ朝日）記者 役
- 池上彰の人類vsコロナ危機～徹底検証!あの時何が起きたのか～（2020年、テレビ朝日）娘 役
- ディア・ペイシェント〜絆のカルテ〜（2020年、NHK）レギュラー医師 役
- 逆襲!オンナの倍返し（2020年、関西テレビ）倍返しする女性 役(主人公)
- 嵐にしやがれ リアル間違い探し動画：カップルの女性 役
- 直撃!シンソウ坂上（2020年、フジテレビ）母親 役
- 24時間テレビ 愛は地球を救う43（2020年、日本テレビ）志村けんを振った女性A 役
- 明治開化 新十郎探偵帖（2020年、NHK）第1話：仮装会参列者 白拍子 役
- 黒革の手帖～拐帯行～（2021年、テレビ朝日）病院の事務員 役
- 東日本大震災10年プロジェクト『つなぐ、つながるSP』（2021年、TBS）看護師 役
- アナザーストーリーズ 運命の分岐点（2021年、NHK）女性営業マン 役
- 最初の企画書見せてください（2021年、NHK）開発者 役(主人公)
- 全裸監督2（2021年、NetFlix）クライアント 役
- 約束 〜16年目の真実〜 第7話（2024年5月23日、読売テレビ・日本テレビ系） - 沼田晶子 役

### 映画
- 家に帰ると妻が必ず死んだふりをしています。（2018年）
- グッドバイ〜嘘からはじまる人生喜劇〜（2019年）
- 人間失格 太宰治と3人の女たち（2019年）

### CM
- BANDAI NAMCO ドリフトスピリッツ （2016年）
- PCデポ （2020年）主婦 役
- マッチングアプリ Tantan（2020年）町娘 役
- デオナチュレWEBCM （2020年）アナウンサー 役

### 舞台
劇団スカブラボー 
- 獄中コンパ（2016年）遠賀麻里絵 役
- おとなの成長日記 vol.1（2016年）
- 天使に願いを（2016年）ヒロイン：マンユ 役
- スター☆誕生〜ドリームス・カム・トゥルー〜 ユリ 役
- おとなの成長日記 vol.3
- JOIN!～コメディユニットフェスティバル～
- サカナ女子高生『マチカタ』 待つ女 役

リーディングライブ 
- UBUGOE -voice of comedy-vol.12-（2016年）